# Austråttborgen
Austråttborgen, eller Austrått, (tidligere stavet Østråt, Østraat og Austråt) er en herregård i Ørland kommune i Trøndelag. Herregården har siden 1000-tallet være kendt som sæde for flere personer, som har spillet en rolle i Norges historie.
Borganlæggets udformning er flere gange blevet ændret og tilpasset. De væsentligste ændringer blev gjort mens det var ejet af Ingerd Ottesdatter, kansler Ove Bielke, lagmand Abraham Dreyer, slægten Holtermann og godsejer Johannes Heftye (1849–1907). Borgen brændte ned i 1916. Restaureringen var færdig i 1961. Borgen var tidligere en del af en større jordejendom. Den norske stat ejer selve borgen med Statsbygg og Nordenfjeldske Kunstindustrimuseum som forvaltningsorganer. Borgen er åben for offentligheden fra juni til august. Borghaven og den tilstødende Austråttlunden har været fredet siden 1975.
Kirken benyttes i sommerhalvåret til gudstjenester og andre kirkelige handlinger. Den er specielt populær som bryllupskirke. Riddersalen bliver blandt andet brugt til koncerter.
Navnet Austrått kommer sandsynligvis af det gammelnorske austr og átt, som skal betyde østlig himmellegeme eller austerut.

## Historie
Skjegge Asbjørnson, også kendt som Jernskjegge (død 997; dræbt af Olav Tryggvason) er den første person som nævnes i relation til Austrått. Snorri Sturluson fortæller at Jarnskjegge blev gravlagt i Skjegghaugen ved Austrått.
Gården er en af Norges ældste stormandsgårde. I 1000-tallet boede lensmand Finn Arnesson her. Han var svoger til kongerne Olav den hellige og Harald Hardråde. Finn blev uvenner med kong Harald i forbindelse med broderen Kalvs skæbne. I tiden efter Finn blev Austrått i 80 år ikke nævnt i historiske kilder. Sandsynligvis var gården i denne tid krongods. Fra 1130 var Kåre Kongsbror herre af Austrått. Han blev efterfulgt af sin søn Sigurd Kåresson og sønnesøn Jon Sigurdsson. Det var sandsynligvis Jon som byggede Austrått borgkapel i Austråttborgens hovedbygning. Jons datter Baugeid ejede derefter Austrått. Hun var gift med Åsulv Eiriksson, som var Hertug Skules banemand.
Tidlig i 1700-tallet omfattede godset 105 bønder og 81 daglejere og husmænd.

### Rømer/Bjelke
Der vides ikke meget om om Austråttgodsets ejendomsforhold i 1200- og 1300-tallet, men en ridder Serk nævnes som ejer i 1309, 1311 og 1312. I 1400-tallet kom herregården ind under slægten Rømer, sandsynligvis med Otte Rømer (ca. 1330 – ca. 1411) som den første ejer i slægten. Rigsråd Jep Fastulvsson står som ejer fra ca. 1400 til 1428. Hans enke Elsebe Ottesdatter Rømer arvede godset efter Jep i 1428 og sad på det til ca. 1444. Sandsynligvis var det gennem Elsebes familie at Jep Fastulvsson først fik godset. Jep og Elsebes søn Narve Jepssonejede herregården i fire år før han døde. Hans bror Mads gjorde krav på Austrått efter Narves død, men ejendommen kom efterhånden i hænderne på enken Philippa Borkvardsdatter Krummedike og derefter Gjertrud Narvesdatter. Gjertud boede aldrig selv på Austrått. Hun giftede sig ca. 1462 med den svenske ridder Magnus Green, og solgte Austrått til sin stedfar, Philippas nye mand, Henrik Jensson.
Efter at Henrik Jensson døde på et tidspunkt mellem 1472 og 1478 var det imidlertid Gjertruds kusine, Gjertrud Madsdatter som i 1478/1481 på grund af odelsreten tog gården tilbage . Hun overlod den snart til broderen herr Otte Madsson. Otte selv er er meget lidt beskrevet, men hans datter, svigersøn og datterdøtre er kendt for eftertiden: Rigsråd og rigshovmester Niels Henrikssøn («Gyldenløve») (ca. 1458–1523) og hans hustru Ingerd Ottesdatter («Fru Inger til Austrått») (ca. 1470–1555) ejede gården fra ca. 1500 til 1552. Fru Ingerd var i reformationstiden en af de mest markante personer i Norge. Niels var søn af den tidligere ejer Henrik Jensson. Gennem hans ægteskab med Ingerd Ottesdatter blev der således slået en streg over en arvefejde mellem to familiegrene. Henrik Ibsens skuespil Fru Inger til Østeraad gjorde Austrått og dens kvindelige ejer kendt. Stykket er imidlertid en fri dramatisering, med kun lidt dækning i historiske kendsgerninger.
Det er sandsynligt at dele af borgen, som den står i dag, blev bygget i Niels og Ingerds tid, og sandsynligvis var det på denne tid at opholdsrummene og venstre halvdel af hovedbygningen blev opført. Ingerd levede anonymt indtil hendes ægtemand døde i 1523, hvorefter hun som enke fremtrådte både som aktiv godsejer og politisk aktør. Både historikere og dramatikere har fæstet sig ved magtspillet mellem fru Ingerd og ærkebiskop Olav Engelbrektsson. Biskoppen havde plyndret Austrått tre gange, og medvirket til at to af Ingerds svigersønner blev dræbt. På den anden side var heller ikke fru Ingerd nogen helgen; hun optrådte aggressivt i flere tvivlsomme arveretssager.
Fru Inger overførte i 1552 Austråttgodset til datteren Lucie Nilsdatter og svigersønnen Jens Tillufsen Bielke. Inger og Lucie druknede sammen under en bådrejse i 1555. Jens døde i 1559, og sønnen Åge Bjelke (1552–1603) overtog i en alder af 7 år Austrått. Hans formynder var Henrik Nielsson, morfaderen Niels' uægte søn. Åge druknede i Bjugnfjorden, og hans enke sad på Austrått i 6 år før hun overdrog det til sønnen, kansler Jens Bielke (1580–1659). Bjelke havde embedet som Norges Rigskansler fra 1614 og som lensherre på Bergenshus fra 1633, og i Stavanger fra 1641. Han var senere på Onsøy. Godset fik i Åge Bjelkes og Jens Bjelkes tid øgede indtægter som følge af det rige sildefiskeri ved Trøndelagskysten.
Ove Bjelke (1611–1674), som forpagtede Austrått fra 1641, overtog både Austrått og kanslerembedet da faderen Jens døde i 1659. Som lensherre til Bakke kloster havde Ove været i stand til at opholde sig regelmæssigt på Austrått og styre udviklingen der. Man antager at herregården, som den står i dag, er resultatet af hans indsats.
Ingen af Ove Bjelkes tre døtre overtog Austrått. Gården gik i stedet til Oves nevø Christoffer Bjelke, søn af rigsadmiral Henrik Bjelke. Christoffer ejede Austrått fra 1674 til 1686, besøgte det næsten aldrig, og solgte videre til sin fætter Christian Frederik von Marschalck (ca. 1650–1739). Marschalck, som var rigskansler, som sin onkel Ove Bjelke, førte Austrått til konkurs. Han forlod Austrått i 1698 til fordel for Danmark, og overlod i 1699 godset til dets kreditorer, Den norske krigshospitalkasse og andre offentlige finansinstitutioner.

### Holtermann
Abraham Dreyer (1671–1736) var lagmand i Trondheim, berghauptmann og en betydelig investor. Han købte Austrått i 1721, efter at godset i tyve år på kreditorernes vegne var blevet drevet af fogeden i Fosen. Han solgte i 1736 godset videre til sorenskriver og kancelliråd Søren Dass, som bosatte sig på herregården. Dass er bisat i gravkapellet. Hans enke solgte i 1760 til Kommerceråd Hans Holtermann (1709–1781), som indledte 103 års ejerskab for Holtermannslægten. Hans Holtermann overdrog gården til sønnen Eiler Hagerup Holtermann (1748–1800).
Præsten Eiler Hagerup Holtermann (1811–1872) overtog efter sin far i 1857, men boede selv i mindre grad på Austrått. 1863 solgte han Austrått til Anders Gravrok. Gravrok ejede Austrått i 6 år før han gik konkurs. Eiler H. Holtermann var den eneste som bød på gården, og blev i 1871 igen ejer af Austrått. Han døde i 1872. Enken Anna Andrine Holtermann solgte Austrått i 1873 til hendes godsforvalter, Ole Rise (1835–1899).

### Bønder og finansfolk
Rise ejede gården i 9 år, før han solgte til Johannes Heftye (1849–1907), som ejede Austrått fra 1882 til sin død. Han boede selv på Austrått, og arbejdede aktivt for at genskabe et herregårds- eller borgpræg både inde og udvendig. Heftye kom i konflikt med ørlendingene. En strid om brug af vejretten førte til at Heftye 26. december 1899 løsnede et skud og ved et uheld dræbte en mand.
Stortingsmanden Peder Rinde (1844–1937) ejede Austrått fra 1908 til 1912. Han tømte ejendommen for værdier, og solgte en række parceller. Et formelt skel mellem Borgen og Gården som separate ejendomme blev gennemført i 1912, men blev ikke realiseret før af en senere ejer. Rinde solgte i 1912 til fabrikant Georg Walentin Hammer, som ejede Austrått i 2 år. Både under Rinde og Hammer var agronom Olaf Arnstad bestyrer på gården. Efter Hammer blev Austrått i 1914 købt på auktion af et konsortiumbestående af skovejer Simen A. Landet, bryggeriejer Gunnerius Flakstad og advokat Hans Christian Bull Heyerdahl.
Efter branden 28. november 1916 have samejet ingen interesse eller evne til at genopbygge Austråttborg. I 1919 overdrog de Borgen til staten, mens jorden blev beholdt af Simen Landet. Hans dødsbo overdrog i 1935 jorden til kommunen. Kommunen solgte videre til fylket i 1947, med henblik på at gården skulle blive en landbrugsskole. Dette blev ikke realiseret, og jorden blev i 1985 solgt tilbage til kommunen.
En restaurering blev påbegyndt i 1920erne, og var færdig i 1961.